# Joel Garreau
Pour les articles homonymes, voir Garreau.
Joel Garreau (né en 1948) est un journaliste, chercheur et auteur américain.

## Biographie

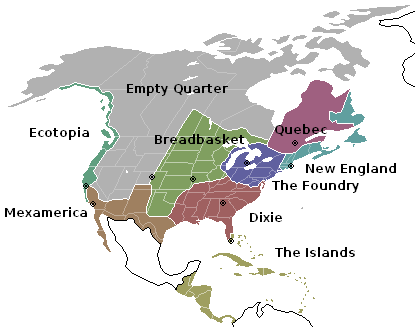
Carte des Nine Nations of North America.

En 1981, Garreau publie The Nine Nations of North America (en) (Les Neuf Nations de l'Amérique du Nord), dans lequel il suggère que l'Amérique du Nord peut être divisée en neuf nations, chacune ayant ses propres caractéristiques économiques et culturelles, par exemple la Mexamerica, redéfinissant ainsi de nouvelles ceintures régionales des États-Unis. Il affirme également que les frontières fédérales et nationales conventionnelles sont largement artificielles et non pertinentes, et que ses « nations » fournissent un moyen plus précis pour comprendre la vraie nature de la société nord-américaine. Paul Meartz de la Mayville State University qualifie ce travail de « texte classique sur l'actuelle régionalisation de l'Amérique du Nord ».
En 1991, il publie Edge City: Life on the New Frontier dans lequel il crée le concept de l'Edge city, terme par lequel il désigne un espace urbanisé périphérique qui concentre des entreprises, des services et des centres commerciaux. On traduit l'expression en français par « ville-lisière ». L'apparition des Edge cities est relativement récente (années 1960-1970) et rend compte de la polynucléarisation des centres en géographie urbaine.
En 1999, il fait partie des quinze experts du Global Business Network invités par Steven Spielberg pour créer un futur proche crédible dans le film Minority Report. Ils y ont fait un brainstorming pour réfléchir en détail à quoi ressemblerait le monde de 2054.
En 2005 il publie Radical Evolution dans lequel il s'intéresse aux risques de catastrophe planétaire et soulève des controverses sur la notion de développement humain et des critiques du transhumanisme.
En 2007, Kevin Kelly du magazine Wired énoncé la Loi de Maes–Garreau (en), influencé par les travaux de Pattie Maes du MIT et Joel Garreau.
En 2010, Garreau devient le Professeur "Lincoln" de Droit, Culture et Valeurs au Sandra Day O'Connor College of Law (en) à l'Université d'État de l'Arizona.
Il est chercheur à l'Université de Cambridge, ainsi que Bernard L. Schwartz Fellow à la New America Foundation (en), l'Université de Californie à Berkeley et l'Université George Mason. Auparavant, il était journaliste et rédacteur au Washington Post.

## Publications
- (en) Joel Garreau, The Nine Nations of North America, New York, Avon Books, 1981, 1re éd., 427 p. (ISBN 0-380-57885-9 et 978-0-380-57885-6, OCLC 8610825)
- Edge City: Life on the New Frontier, 1991
- (en) Joel Garreau, Radical Evolution (en) [« Évolution radicale »], Doubleday, 2005, 384 p. (ISBN 978-0-385-50965-7)
- Joel Garreau avec Saskia Sassen et Kunlé Adeyemi, MONU #17 – Next Urbanism (2012)